# Frenchtown (Pensilvania)
Frenchtown es un área no incorporada ubicada en el condado de Crawford en el estado estadounidense de Pensilvania.

## Geografía
Frenchtown se encuentra ubicada en las coordenadas 41°36′43″N 80°01′18″O / 41.61194, -80.02167.